# Mooganahalli, Bangarapet
Mooganahalli là một làng thuộc tehsil Bangarapet, huyện Kolar, bang Karnataka, Ấn Độ.